# Vývojnice

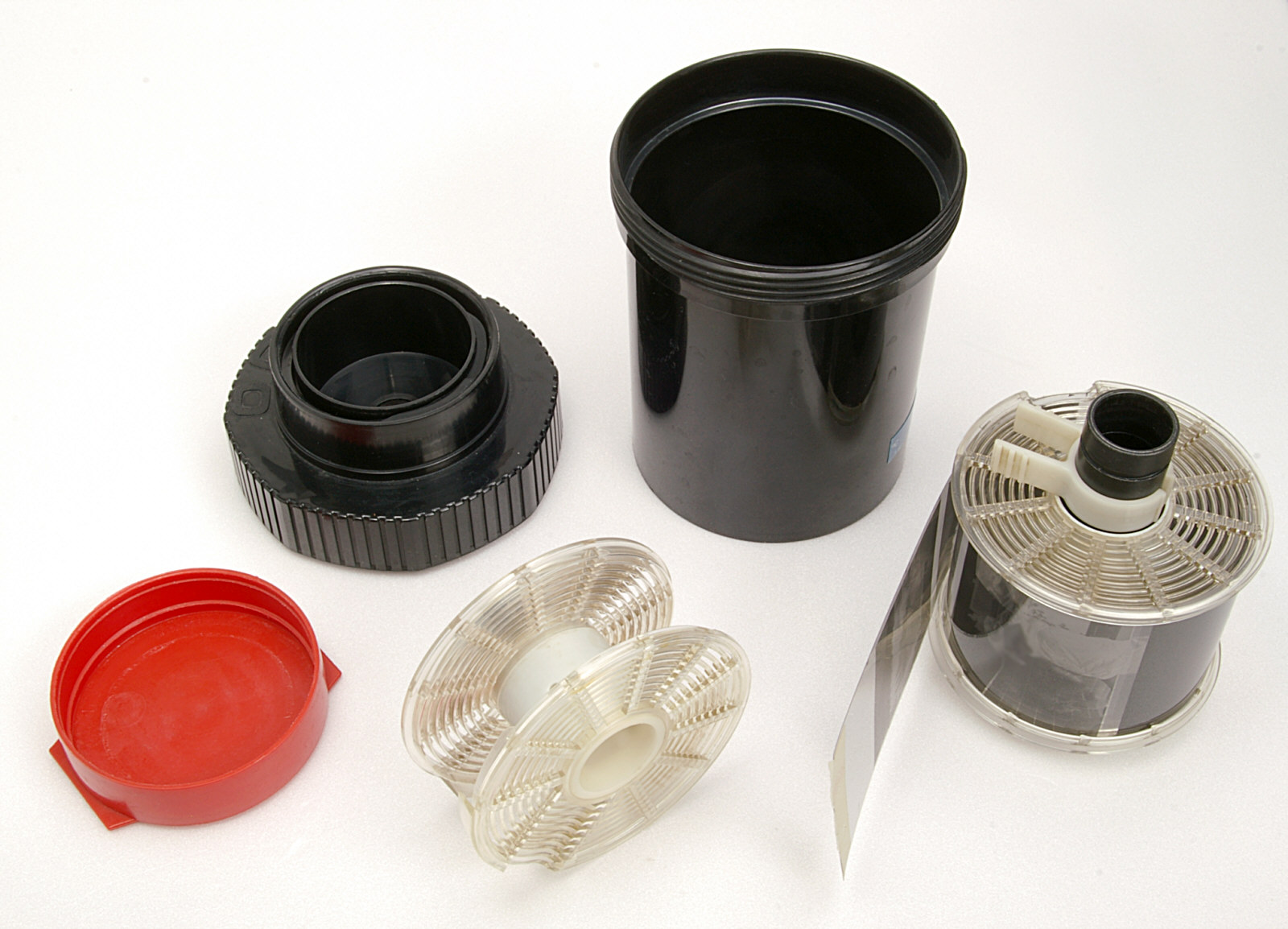
Plastová vývojnice

Vývojnice je uzavřená nádoba, sloužící k vyvolávání filmů mokrou cestou. Je obvykle vyrobena z černého plastu. Má světlotěsné otvory pro nalévání a vylévání chemikálií (vývojky a ustalovače). Dovnitř se pak vkládá speciální cívka s navinutým filmem. Vývojnice se vyrábějí v mnoha provedeních a to jak pro ruční, tak pro automatické zpracování filmů.

## Nádoba

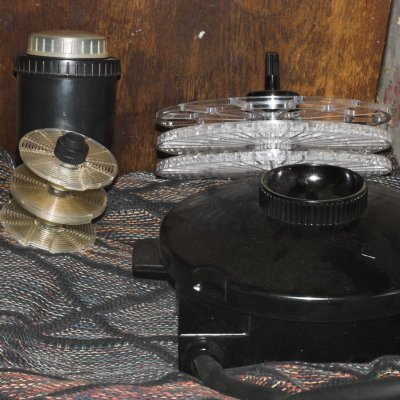
Vpravo vývojnice a cívka na film šíře 16mm, vlevo pro porovnání vývojnice s cívkou na 35mm film

Vývojnice se vyrábějí v různých velikostech podle způsobu použití. Pro domácí zpracování fotografických filmů jsou určeny vývojnice s 1-2 cívkami na 35 mm film nebo 1 svitkový film formátu 6×6 o standardní délce. Taková vývojnice má objem přibližně 0,3 - 1 litr. Větší vývojnice (především s větší cívkou pro delší pás) existují pro zpracovávání filmových pásů z filmových kamer, speciální vývojnice mohou pak být součástí strojů ve filmových laboratořích.

## Cívky
Cívky jsou obvykle vyrobeny z průhledného plastu nebo nerezové oceli. Cívka má na svých čelech dráhu, do níž jsou zavedeny okraje filmu. Tak je zajištěno, že se film nikde nedotkne citlivou vrstvou ani povrchu vývojnice, ani jiných vrstev filmu. Čela cívek jsou navíc vybavena otvory, takže chemikálie mohou volně proudit kolem povrchu filmu. Plastové cívky se obvykle vyrábějí stavitelné na filmy 35mm a 120 .

## Použití
Do vývojnice se film zavádí v naprosté tmě. Současné panchromatické filmy jsou totiž citlivé i na červené světlo, obvykle osvětlující fotokomoru. Film je vyjmut z kazety (35mm film), zbaven ochranné papírové vrstvy (svitkový film), nebo vyjmut z pouzdra či kazety u filmových pásů do filmových kamer. Poté je navinut do cívky vývojnice. Po vložení cívky a uzavření vývojnice je už možno dále pracovat na světle.
Zpracování filmu se pak řídí požadovaným fotografickým procesem. Do vývojnice se postupně nalévají chemikálie (vývojka, přerušovač, ustalovač, voda, případně také bělící lázně a nakonec smáčedlo) o správném složení a teplotě. Po dokončení procesu se film vyjme z vývojnice a usuší.